# Verboveț, Murovani Kurîlivți
Verboveț (în ucraineană Вербовець) este localitatea de reședință a comunei Verboveț din raionul Murovani Kurîlivți, regiunea Vinnița, Ucraina.

## Demografie
Componența lingvistică a localității Verboveț
     Ucraineană (98,41%)
     Rusă (1,43%)
     Alte limbi (0,16%)
Conform recensământului din 2001, majoritatea populației localității Verboveț era vorbitoare de ucraineană (98,41%), existând în minoritate și vorbitori de rusă (1,43%).